# Apache Hive
Apache Hive è un'infrastruttura datawarehouse costruita su Hadoop per fornire riepilogo dei dati, interrogazione e analisi. Mentre all'inizio fu sviluppato da Facebook, Apache Hive è ora usato e sviluppato da altre compagnie come Netflix.
Amazon mantiene un fork di Apache Hive che include l'Amazon Elastic MapReduce su Amazon Web Services.

## HiveQL
HiveQL è un linguaggio basato su SQL, ma non segue strettamente lo standard SQL-92. Offre un supporto di base per gli indici.
Non supporta le viste materializzate e le transazioni e ha un supporto limitato alle sotto-query.
Di recente è stato introdotto il supporto alle insert, alle update, ed alle delete con funzionalità completamente ACID.